# Leopold Arends
Leopold Arends (ur. 1817 w Rukiszkach w guberni wileńskiej, zm. 1882) – pisarz i twórca systemu stenografowania.
Kształcił się w Dorpacie, następnie przebywał w Berlinie. Ogłosił kilka dramatów, zbiór poezji,
oraz dzieło przyrodnicze "Das Wunderreich der Natur" (3 tomy, 1858). Największy jednak rozgłos zyskał przez wprowadzenie nowego systemu stenografii, który wyłożył w kilku dziełach, jak "Vollständiger Leitfaden" (wyd. 20, 1891). Największe rozpowszechnienie zyskał system Arendsa w Szwecji.